# Раковый корпус
«Ра́ковый ко́рпус» — роман Александра Солженицына (сам автор определял его как «повесть»), написанный в 1963—1966 годах по воспоминаниям о лечении писателя в онкологическом отделении больницы в Ташкенте в 1954 году.

## История создания и цензура
Роман первоначально был принят к публикации в журнале «Новый мир» при главном редакторе Александре Твардовском, и с автором был заключён договор. Первая часть романа официально обсуждалась в секции прозы Московского отделения Союза писателей СССР (1966).
Тем не менее в тот период «Раковый корпус» так и не был опубликован в СССР. Вершиной советского легального существования «Ракового корпуса» был набор нескольких первых глав для публикации в «Новом мире». В докладной записке заведующих отделами пропаганды и агитации и культуры ЦК КПСС В. Степакова и В. Шауро от 24 мая 1968 г. отмечалось, что «…редакция „Нового мира“, непосредственно его главный редактор А. Твардовский делали неоднократные попытки опубликовать в журнале повесть А. Солженицына „Раковый корпус“. В конце декабря по указанию главного редактора часть рукописи была уже направлена в набор…». По распоряжению властей печатание было остановлено, а набор был затем рассыпан.

7 января 1967 в центральном органе Словацкой коммунистической партии «Правда» напечатана глава из «Ракового корпуса» — «Право лечить», отвергнутая журналами «Простор» и «Звезда».
В конце концов, «Раковый корпус» стал распространяться в СССР в самиздате.
Первое печатное издание вышло на русском языке в 1968 году в издательстве «The Bodley Head»: первая часть в мае, вторая в сентябре. На английском языке первая часть вышла там же в 1968 году, вторая в 1969 году.
В КНР впервые были опубликованы отрывки из романа в 1979 году в журнале «Иностранная литература и искусство», в 1980 роман был издан целиком.
В СССР впервые издан в журнале «Новый мир» в 1990 году (№ 6—8).

## Сюжет

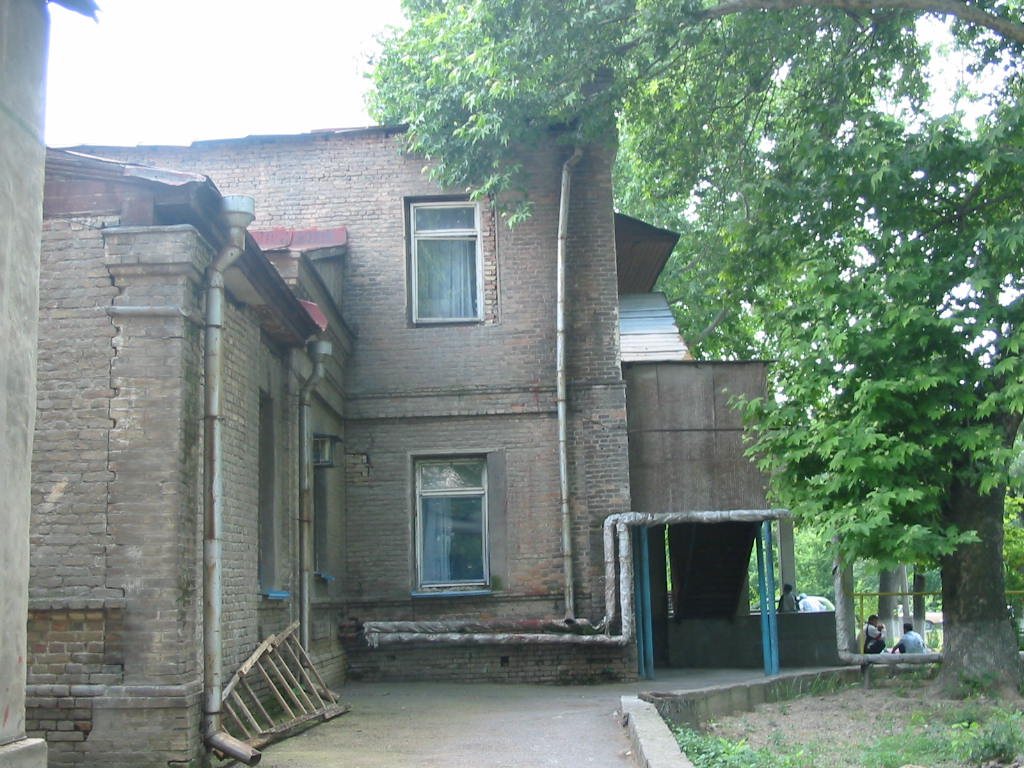
Ташкент. Старое здание больницы при клинике ТашМИ. «Раковый корпус»

Действие романа в основном происходит в тринадцатом («раковом») корпусе грязной и переполненной больницы при клинике Ташкентского медицинского института (ТашМИ). Солженицын показывает споры, столкновения в вопросах идеологии, борьбу с болезнью, со смертью, внутренний мир обитателей палаты:
- главного героя ленинградца Олега Костоглотова — фронтовика, бывшего заключённого, приговорённого к вечной ссылке в Казахстан,
- руководителя отдела кадров Павла Русанова — адепта сталинской системы, доносчика,
- школьника, сироты Дёмки, мечтающего получить высшее образование,
- молодого учёного-геолога Вадима Зацырко, на пороге смерти работающего над методом определения наличия руд по радиоактивным водам,
- библиотекаря сельхозтехникума Алексея Шулубина, бывшего научного деятеля разгромленной лысенковцами советской биологии,
- строителя Ефрема Поддуева, на пороге смерти прочитавшего рассказ Льва Толстого «Чем люди живы» и задумавшегося о собственной нравственности.

Судьба разбрасывает товарищей по несчастью: одних выписывают умирать, некоторых переводят в другие отделения, других выписывают «с улучшением».

## Персонажи и прототипы
Некоторые персонажи повести имеют реальные прототипы:
- Людмила Афанасьевна Донцова («мама») — заведующая лучевым отделением Лидия Александровна Дунаева.
- Вера Корнильевна Гангарт — лечащий доктор Ирина Емельяновна Мейке.
- Кременцов — старик Кременцов, борода академика Павлова (глава 17).
- Елизавета Анатольевна (глава 34) — Елизавета Денисовна Воронянская.

## На сцене
- Инсценировка. Театр Ганса Отто[нем.], Потсдам, ФРГ. 2012. Автор сценического варианта Джон фон Дюффель (John von Düffel). Режиссёр Тобиас Веллемайер (Tobias Wellemeyer). В роли Костоглотова Вольфганг Фоглер (Wolfgang Vogler), в роли Русанова Йон-Кааре Коппе (Jon-Kaare Koppe)[5].
- «Раковый корпус. Сосланные навечно». Инсценировка. Владимирский областной драматический театр имени Луначарского. Премьера 29 сентября 2017 года. Инсценировка и постановка — Владимир Кузнецов. В роли Костоглотова Виктор Мотызлевский[6].

## Оценки
Профессор Лев Дурнов, врач и учёный, академик РАМН, прочитавший повесть «с карандашом в руках не как обычный читатель, а как врач-онколог», отмечал, что «это не только художественное произведение, но и руководство для врача… Меня не оставляет чувство, что повесть написана дипломированным, знающим врачом. И потрясающая образность… кажется, Александр Исаевич прожил в „Раковом корпусе“ за каждого своего героя, перенёс всё, что перенесли они, и каждому из них отдал, как врач, кусочек своей души».

## Факты
- В тексте романа присутствует необычное для русского языка словосочетание повелительная инерция. Это словосочетание образуется при дословном переводе распространенного в английском языке словосочетания compelling momentum.
- Осенью 2022 г. здание ракового корпуса (в последнее время — отделение детской челюстно-лицевой хирургии Ташкентского государственного стоматологического института) было снесено[8].